# الأرواح المتمردة
الأرواح المتمردة (1908) مجموعة قصصية لجبران خليل جبران، صدرت بالعربية في عام 1908 م بنيويورك. وقد نشرته جريدة (المهاجر) لصاحبها امين الغرّيب، وفي صدره التقدمة التالية:
«إلى الروح التي عانقت روحي. إلى القلب الذي سكب اسراره في قلبي إلى اليد التي اوقدت شعلة عواطفي ارفع هذا الكتاب».
وفيه يتحدث كما يدل عنوانه عنه أرواح تمردت على التقاليد والشرائع القاسية، ضمنه جبران اربع حكايات اجتماعية «وردة الهاني». «صراخ القبور» و«مضجع العروس» و«خليل الكافر» في «الأرواح المتمردة» كما في «عرائس المروج» يتخذ جبران من الأقاصيص الواقعية الظاهر، ثورته على الزواج القسري والاستبداد الإقطاعي، فالأشخاص عنده اجمالا دمى يُحركها على هواه، وأبواق تنقل صوته القوي الحاد.

## القصص المذكورة في الكتاب
وردة الهاني: قصة المرأة التي تخلت عن زوجها رشيد بك نعمان الذي لم تكن له أي مشاعر، لتلتقي بخليلها.
صراخ القبور: قصة ظلم الأمير والشرائع، وكيف أن العدل مازال محصورا بإرادة قلة آثمة، مجردة من الإنسانية، خالية من البصيرة. في هاته القصة، يتناول جبران مفهوم العدل في عالم ظالم.
مضجع العروس: قصة يسرد فيها الكاتب غباوة التقاليد وموت الفكر بازدهار التبعية العمياء للسابقين، وكيف يمكن للحياة أن تكون جحيما حقيقيا في كنف مجتمع ظالم، لا يعرف سوى القيل والقال.
خليل الكافر: قصة تحكي فساد الدين واستخدامه كأداة لفرض الخضوع على أتباعه بدلا رحمةً للعالمين.

## روابط خارجية
- نسخه الكترونيه من الكتاب
- على موقع goodreads.com